# Telefónica Brasil
Telefônica Brasil és un grup de telecomunicacions brasiler, filial de l'espanyola Telefónica. La principal marca de telefonia de l'empresa és Vivo.
L'estructura de l'empresa formava part de Telebrás, el monopoli de telecomunicacions de propietat federal. L'any 1998, Telebrás va ser privatitzada i escindida. Telefónica va comprar Telesp, la divisió de São Paulo, i va canviar-li el nom a Telefónica. El grup té una participació del 15% en els seus ingressos al món i actualment l'empresa compta amb més de 90 milions de clients.
El 2010, la matriu espanyola va adquirir les accions de Vivo que pertanyien a Portugal Telecom, i va transferir-ne el control de a Telefônica-Vivo, la seva filial brasilera. L'any 2012 els serveis de l'empresa van començar a comercialitzar-se sota la marca Vivo, entre els quals, l'accés a internet, televisió per cable i per satèl·lit, telefonia fixa i mòbil.